# Bo Ginn
Ronald Bryan "Bo" Ginn, född 31 maj 1934 i Morgan i Georgia, död 2 januari 2005 i Augusta i Georgia, var en amerikansk demokratisk politiker. Han var ledamot av USA:s representanthus 1973–1983.
Ginn studerade vid Abraham Baldwin Agricultural College och Georgia Southern College. Han var sedan verksam som lärare, affärsman och boskapsuppfödare. Ginn efterträdde 1973 George Elliott Hagan som kongressledamot och efterträddes 1983 av Lindsay Thomas. Ginn kandiderade utan framgång i demokraternas primärval inför guvernörsvalet 1982.